# Řeka Rokytná
Das Fauna-Flora-Habitat-Gebiet Řeka Rokytná liegt in Südmähren in der Tschechischen Republik. Es ist Bestandteil des europäischen Schutzgebietsnetzes Natura 2000.

## Lage
Das rund 124 Hektar große Schutzgebiet Řeka Rokytná liegt an der Grenze von Jihomoravský kraj und Kraj Vysočina. Es umfasst den gesamten Unterlauf des Flusses Rokytná ab der Straße zwischen Rozkoš und Pulkov bis zur Mündung in die Jihlava. Das Gebiet hat eine Länge von ca. 50 km.

## Beschreibung
Die Rokytná fließt durch eine hügelige Landschaft durch ein zumeist bewaldetes Tal. unmittelbar an den Flussufern befinden sich Auewiesen. Der Fluss ist reich an Wasserorganismen, wie Muscheln und Fischen. Unter anderem kommen die Malermuschel (Unio pictorum), die Groppe (Cottus gobio), der Bitterling (Rhodeus amarus) und viele andere Fischarten vor. Auch der Fischotter (Lutra lutra) kann an der Rokytná beobachtet werden.

## Schutzzweck

### Arteninventar
Folgende Arten von gemeinschaftlichem Interesse sind laut Standarddatenbogen für das Gebiet gemeldet:
| Bild                | EU Code | * | Art                        | wissenschaftlicher Name | Artengruppe           |
| ------------------- | ------- | - | -------------------------- | ----------------------- | --------------------- |
| Kessler-Gründling   | 5329    |   | Donau-Weißflossengründling | Romanogobio vladykovi   | Fische und Rundmäuler |
| Kleine Flussmuschel | 1032    |   | Kleine Flussmuschel        | Unio crassus            | Muscheln              |